# Jacques de Vaucanson
Jacques de Vaucanson (Grenoble, 24 de fevereiro de 1709 - 21 de novembro de 1782) foi um inventor e artista francês que construiu o primeiro torno mecânico feito totalmente de metal. Essa invenção foi crucial para a Revolução Industrial. O torno mecânico é conhecido como a mãe das máquinas-ferramentas. Ele foi responsável pela criação de impressionantes e inovadores autômatos. Ele também foi a primeira pessoa a projetar um tear automático. Sua obra mais conhecida foi um pato mecânico que parecia comer grãos, digeri-los e defeca-los.

## Biografia
De Vaucanson nasceu em Grenoble, França em 1709 como Jacques Vaucanson (o nobiliário "de" foi adicionado depois em seu nome pela Académie des Sciences.[fonte desconfiável?]) O décimo filho de um fabricante de luvas, ele cresceu pobre, e em sua juventude alegadamente queria ser um relojoeiro. Ele estudou sob os Jesuítas e mais tarde se juntou a Ordem dos Mínimos em Lyon. Foi sua intenção na época seguir um curso de estudos religiosos, mas ele reganhou seu interesse em dispositivos mecânicos após conhecer o cirurgião Claude-Nicolas Le Cat, de quem ele iria vir a aprender os detalhes da anatomia. Esse novo conhecimento permitiu ele a desenvolver seus primeiros dispositivos mecânicos que replicavam funções biológicas vitais como circulação, respiração, e digestão.

## Inventor Automata
Com apenas 18 anos de idade, Vaucanson ganhou sua própria oficina em Lyon, e uma subvenção de um nobre para construir um conjunto de máquinas. Ainda no ano de 1727, houve uma visita de um dos dirigentes de Les Minimes. Vaucanson decidiu fazer alguns androides. O autômato serviria jantares e limparia mesas para os políticos visitantes. Entretanto, um oficial do governo declarou que ele achou as tendências de Vancauson "profanas", e ordenou que sua oficina fosse destruída.

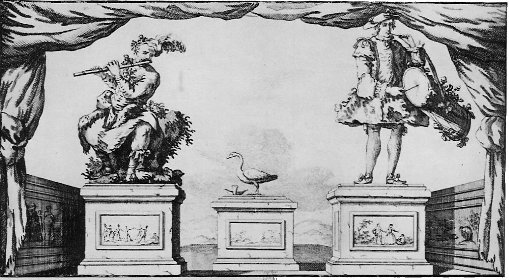
Todos os três autômatos de Vaucanson: O Flautista, O Pato Digestor e o Tocador de Tamborim.

Em 1737, Vaucanson construiu O Flautista (The Flute Player), uma figura de tamanho real de um pastor que tocava a flauta de tambolireiro e tinha um repertório de doze músicas. Os dedos da figura não eram flexíveis o suficiente para tocar a flauta corretamente, então Vaucanson teve que usar pele nas mãos da criação. No ano seguinte, no começo de 1738, ele apresentou sua criação para a Académie des Sciences.
Johann Joachim Quantz, músico da corte e instrutor de flauta de longa data de Frederico II da Prússia, discutiu as falhas do tocador de flauta mecânico de Vaucanson. Em particular sua inabilidade de mover seus lábios suficientemente resultou na necessidade de aumentar a pressão do vento para as oitavas superiores. Quantz desencorajou esse método por produzir um estridente e desagradável tom.
Na época, criaturas mecânicas eram um pouco de uma moda na Europa, mas a maioria poderia ser classificada como brinquedos, e as criações de Vaucanson eram reconhecidas como sendo revolucionárias na sua refinação mecânica parecida com vida humana.
Mais tarde nesse ano, ele criou mais dois autômatos, O Tocador de Tamborim (The Tambourine Player) e O Pato Digestor (The Digesting Duck), que foi considerado sua obra-prima. O pato tinha mais de 400 partes móveis apenas em cada uma de suas asas, e podia bater suas asas, beber água, aparentemente digerir grãos, e aparentemente defecar. Apesar do pato de Vaucanson supostamente demonstrar a digestão de maneira fiel, seu pato na verdade continha um compartimento escondido de "comida digerida", então o que o pato defecava não era o mesmo do que ele comia; o pato comeria uma mistura de água e sementes e soltava uma mistura de migalhas de pão e tinta verde que parecia ao espectador indistinguível de excremento real. Apesar dessas fraudes serem controversas algumas vezes, elas eram comuns o suficiente já que demonstrações científicas assim precisavam entreter os ricos e poderosos para atrair seu apoio. Vaucanson é creditado como tendo inventado o primeiro tubo flexível de borracha enquanto construía o intestino do pato. Apesar da natureza revolucionária de seus autômatos, diz-se que ele ficou cansado rapidamente de suas criações e as vendeu em 1743.
Suas invenções chamaram a atenção de Frederico II da Prússia, que buscava trazer ele a sua corte. Vaucanson recusou, entretanto, querendo servir seu próprio país.

## Serviço Governamental

Corrente de Vaucanson.

Em 1741 de Vaucanson foi nomeado por Cardeal Fleury, ministro-chefe de Luís XV, como inspetor da fabricação de seda na França. Ele foi encarregado com o compromisso das reformas do processo de fabricação de seda. Na época, a indústria de tecelagem Francesa tinha ficado para trás da Inglesa e Escocesa. Durante esse tempo, Vaucanson promoveu mudanças abrangentes de automação do processo de tecelagem. Em 1745, ele criou o primeiro tear completamente automático do mundo, baseando-se no trabalho de Basile Bouchon e Jean Falcon. Vaucanson estava tentando automatizar a indústria de tecelagem Francesa com cartões perfurados  – uma tecnologia que, refinada por Joseph-Marie Jacquard mais que meio século depois, iria revolucionar a tecelagem e, no século vinte, seria usado para colocar dados em computadores e armazenar informação de forma binária. Suas propostas não foram bem recebidas por tecelões, entretanto, que o apedrejaram na rua e muitas de suas ideias revolucionárias foram ignoradas.
Em 1746, ele foi feito um membro da  Académie des Sciences.

### Torno Mecânico
Em 1760 ele inventou o primeiro torno mecânico industrial com suporte deslizante para corte de metal. Outros dizem que foi inventado em 1751. O torno mecânico foi descrito na Encyclopédie e é exibido no Museu de Artes e Ofícios (Musée des Arts et Métiers) na França. Foi projetado para produzir precisos rolos cilíndricos para imprimir padrões no tecido de seda. Esses eram de cobre em vez de aço, então eram muito mais fáceis de serem transformados em um torno, o que deve explicar a omissão de Vaucanson desses trabalhos como em Derry & Williams, que creditaram essa invenção em torno de 1768.

## Legado
Jacques de Vaucanson morreu em Paris em 1782. Vaucanson deixou uma coleção de seu trabalho como herança para Luís XVI. A coleção se tornaria a fundação do Conservatoire des Arts et Métiers in Paris. Seus autômatos originais todos foram perdidos. O Flautista e o Tocador de Tamborim aparentemente foram destruídos na Revolução. Alguns foram vendidos a um fabricante de luvas chamado Pierre Dumoulin (d. 1781), que os exibiu na Europa com grande sucesso. O show de Dumoulin com os autômatos de Vaucanson em São Petersburgo começou a moda dos autômatos na Rússia. Em 1783, foi relatado que os autômatos exibidos por Dumoulin ainda estavam armazenados na Rússia, mas Dumoulin os manipulou para que eles não funcionassem após sua morte.
As propostas de Vaucanson para a automação do processo de tecelagem, apesar de terem sidos ignoradas durante sua vida, foram mais tarde aperfeiçoadas e implementadas por Joseph Marie Jacquard, o criador do Tear de Jacquard.
Lycée Vaucanson em Grenoble é nomeado em sua homenagem, e treina estudantes para carreiras em campos técnicos e de engenharia.
Vaucanson é de alguma forma um personagem importante no livro de estreia de Lawrence Norfolk, Lemprière's Dictionary. Neste livro, Vaucanson é dito ser um membro da Cabala secreta e performa vários aprimoramentos tecnológicos em carne viva (como transformar o assassino Bahadur enviado pelo Nawabe do Carnático em uma casca ou transformar os caçadores do Visconde Casterleigh em matadores sanguinários).

## Veja Também
- O Turco
- Robô
- Animatrônica